# Cerkiew św. Jerzego w Mławie
Cerkiew św. Jerzego – nieistniejąca cerkiew prawosławna w Mławie.
Cerkiew św. Jerzego była drugą świątynią prawosławną powstałą w Mławie. Pierwsza była kaplicą domową założoną w 1852 na potrzeby rosyjskich funkcjonariuszy straży granicznej pracujących na granicy rosyjsko-pruskiej. W 1875 dyrektor departamentu opłat celnych Kaczałow zdobył dotację państwową w wysokości 20 tys. rubli na wzniesienie większej, wolno stojącej cerkwi. Brakujące środki finansowe uzupełniono z dobrowolnych składek. Trzy tysiące przekazał bankier Leopold Kronenberg, natomiast oddział celników z Moskwy zakupił ośmiusetkilogramowy dzwon. Architekt Trusow przygotował projekt budynku. Cerkiew postanowiono zlokalizować przy drodze wyjazdowej z miasta, w pobliżu budynku dworca.

Prace budowlane trwały między 14 września 1877 a 28 października 1879, kiedy nastąpiła jej uroczysta konsekracja. Cerkiew została siedzibą parafii liczącej 1250 wiernych, przy czym w budynku jednorazowo mogło modlić się 350 osób. Świątynię rozebrano po 1918, zaś pozyskany materiał budowlany wykorzystano na budowę muzeum regionalnego. Na jej miejscu urządzono park. Przetrwał jedynie dawny dom proboszcza („popówka”).